# Anna Romanowa (1795–1865)
Anna Pawłowna Romanowa (ur. 18 stycznia 1795 w Petersburgu, zm. 1 marca 1865) – wielka księżna Rosji, później królowa Holandii, wielka księżna Luksemburga i księżna Limburgii.
Jej Cesarska Wysokość, wielka księżna Rosji Anna Pawłowna była szóstą córką (ósmym dzieckiem) cara Pawła I i jego żony – cesarzowej Marii Fiodorowny (urodzonej jako Zofia Dorota Wirtemberska). Jej braćmi byli m.in.: cesarz Rosji Aleksander I, wielki książę Konstanty Pawłowicz i kolejny cesarz – Mikołaj I.
21 lutego 1816 poślubiła holenderskiego księcia Wilhelma. Po abdykacji teścia króla Wilhelma I 7 października 1840 wstąpiła wraz z mężem na tron. W Holandii znana była bardziej jako Anna Paulowna. Anna i Wilhelm mieli pięcioro dzieci:

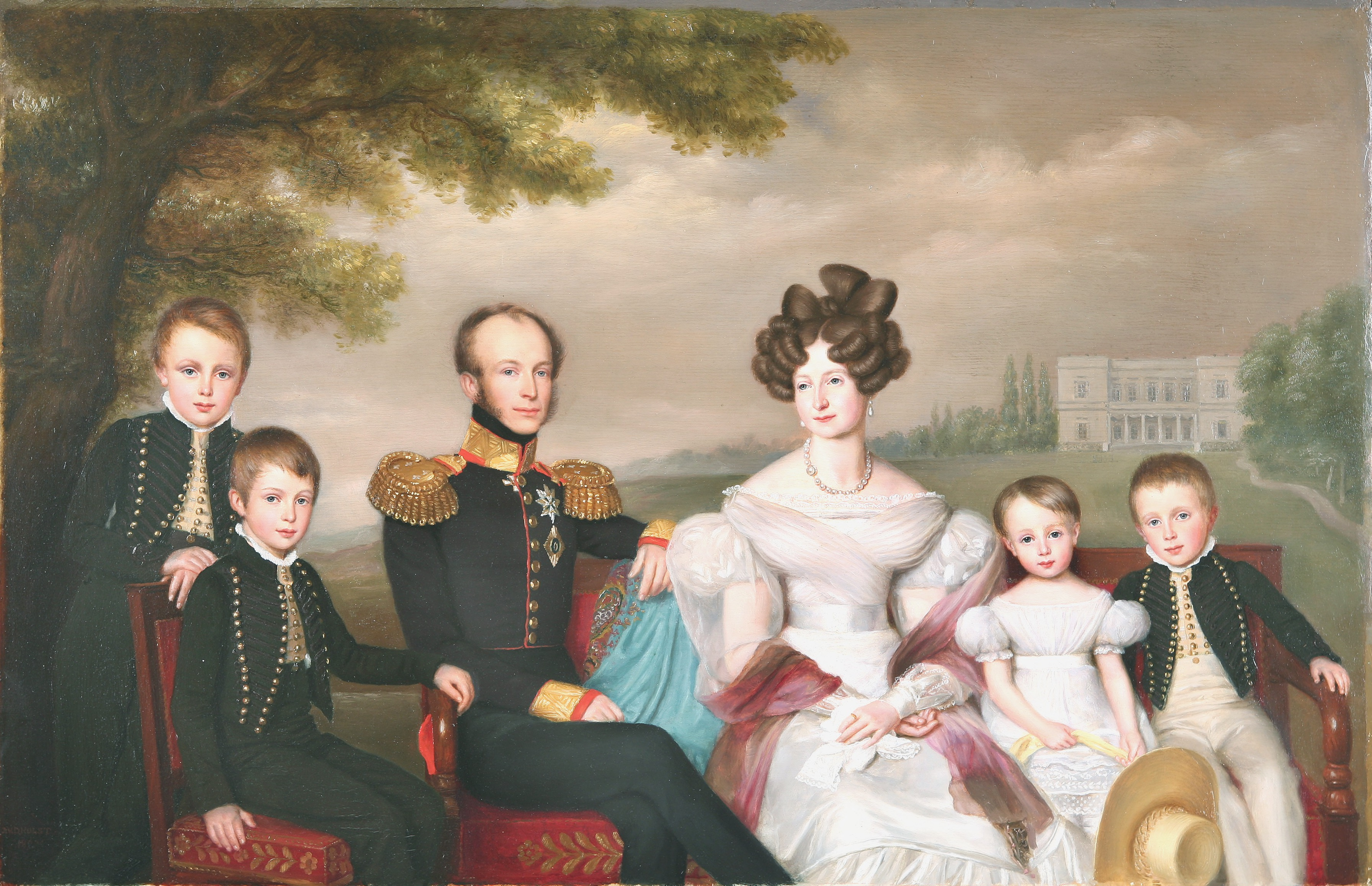
Król Wilhelm II z żoną Anną i dziećmi w 1832

- Wilhelma Aleksandra Fryderyka Konstantyna Mikołaja Michała, późniejszego króla Wilhelma III (1817-1890),
- Wilhelma Aleksandra Pawła Fryderyka Ludwika (1818-1848),
- Wilhelma Fryderyka Henryka (1820-1879),
- Wilhelma Aleksandra Fryderyka Ernesta Kazimierza (1822-1822),
- Wilhelminę Marię Zofię Ludwikę (1824-1897).

## Dziedzictwo
Jej imieniem nazwano polder Anna Paulownapolder, a potem miasto w prowincji Holandii Północnej.
Upamiętnił ją również Philipp von Siebold jako sponsorkę swej drugiej wyprawy do Japonii (1861) nadając nazwę naukową dla rodzaju drzew Paulownia (hol. Anna Paulownaboom).